# Ебергард Родт
Ебергард Родт (нім. Eberhard Rodt; 4 грудня 1895, Мюнхен — 14 грудня 1979, Мюнхен) — німецький воєначальник, генерал-лейтенант вермахту. Кавалер Лицарського хреста Залізного хреста з дубовим листям.

## Біографія
4 серпня 1915 року вступив в Баварську армію. Учасник Першої світової війни. Після демобілізації армії залишений в рейхсвері, служив в кавалерії. З 1 жовтня 1936 року — командир 1-го дивізіону 18-го кінного полку. При мобілізації 26 серпня 1939 року призначений командиром 7-го кінного полку. З 15 січня 1940 року — командир 25-го розвідувального батальйону. Під час Французької кампанії відзначився у боях під Гентом. З 16 жовтня 1940 року — командир 66-го моторизованого полку, з 1 жовтня 1941 року — 2-ї, з 1 лютого 1942 року — 22-ї стрілецької бригади. Учасник Німецько-радянської війни. З 1 листопада 1942 року — командир 22-ї танкової дивізії. Його дивізія була розгромлена під Чистяковим і 4 березня 1943 року зведена в бойову групу «Бругсталер», а 7 квітня 1943 року розформована. З липня 1943 року — командир створеної на Сицилії 15-ї моторизованої дивізії. Учасник боїв на Сицилії, в Південній та Північній Італії, з серпня 1944 року — у Франції, з жовтня 1944 року — в Північно-Західній Німеччині. В травні 1945 року здався британським військам у Везермюнде. В червні 1946 року звільнений.

## Звання
- Лейтенант (26 травня 1915)
- Оберлейтенант (1 листопада 1923)
- Оберстлейтенант (1 березня 1938)
- Генерал-майор (1 березня 1943)
- Генерал-лейтенант (1 березня 1944)

## Нагороди
- Залізний хрест
  - 2-го класу (30 липня 1915)
  - 1-го класу (10 серпня 1918)
- Орден «За військові заслуги» (Баварія) 4-го класу з мечами
- Нагрудний знак «За поранення» в чорному
- Почесний хрест ветерана війни з мечами
- Медаль «За вислугу років у Вермахті» 4-го, 3-го і 2-го класу (18 років)
- Застібка до Залізного хреста 2-го і 1-го класу (21 травня 1940) — отримав 2 нагороди одночасно.
- Нагрудний знак «За танкову атаку»
- Лицарський хрест Залізного хреста з дубовим листям
  - лицарський хрест (25 червня 1940)
  - дубове листя (№847; 28 квітня 1945)
- Медаль «За зимову кампанію на Сході 1941/42»
- Німецький хрест в золоті (23 серпня 1942)
- Двічі відзначений у Вермахтберіхт (25 січня і 13 жовтня 1944)